# Ex sinagoga di via de' Ramaglianti
La ex sinagoga di via de' Ramaglianti era un edificio per il culto ebraico a Firenze, situato nella via nei pressi di Borgo San Jacopo, nel quartiere di Oltrarno.

## Storia e descrizione
L'antica sinagoga aveva sede in via de' Ramaglianti, che si chiamava "via dei Giudei". Si ritiene che sin dall'epoca romana fosse andato formandosi in Oltrarno il nucleo più antico di una comunità ebraica, ma le prime notizie certe della presenza ebraica a Firenze risalgono al XIII secolo. 
La prima concessione per un banco di prestito si ebbe al tempo di Cosimo de' Medici nel 1437, quando giunsero prestatori da Pisa, da Rieti, da Tivoli. Fino all'ultimo conflitto mondiale si potevano ancora intravedere in un locale tracce dell'antica sinagoga con archi del matroneo. Ciò che rimaneva di quel luogo di culto, esistente con probabilità sin dal Quattrocento, fu completamente distrutto nel 1944 dalle mine tedesche. 